# Водните дупки
Пещерата „Водните дупки“ е пещера в резерват „Северен Джендем“. Пещерата се намира в подножието на скалния масив „Белите дупки“, на 1 час и 50 минути ходене пеш от хижа „Плевен“ и на същото разстояние от началната станция на лифта, или по маршрут от от град Априлци.
Пещерата е проучена през 1961 г. Дълга е 813 м. Има два входа, разположени близо един над друг. Горният е сух, а от долният тече подземен поток. Не е обезопасена и не е електрифицирана. Поддържа постоянна температура през цялата година.
В нея са установени 18 вида прилепи част от тях живеят целогодишно други са там само през зимата. В района е установено едно от най-големите находища на тис в Северна България.
До пещерата се достига по пътека маркирана със синьо-бяла маркировка. Указани са и времето за достигане до мястото. На места пътеката е опасна и не е подходяща за хора без предварителна подготовка и съответните обувки.